# Scyliorhinus torazame
Scyliorhinus torazame és una espècie de peix de la família dels esciliorrínids i de l'ordre dels carcariniformes.

## Morfologia
- Els mascles poden assolir 50 cm de longitud total.[1][2]

## Reproducció
És ovípar.

## Hàbitat
És un peix marí de clima tropical que viu fins als 100 m de fondària.

## Distribució geogràfica
Es troba des del Japó i Corea fins a Taiwan.